# Ахмед-шах II
Кутб ад-Дін Ахмед-шах II (д/н — 1458)  — 5-й султан Гуджарату у 1451—1458 роках.

## Життєпис
Син Мухаммад-шаха II. Про молоді роки обмаль відомостей. Звався Джамал-ханом. У 1451 році за підтримки сановників посів трон. Водночас стикнувся з вторгненням малавського султана Махмуд Шаха I, який захопив фортецю Султанпур. Ворог не зміг захопити Бхаруч, але пограбував Бароду. У наступній битві при Кападвані завдав поразки малавським військам.
Невдовзі долучився у боротьби за володіння Нагор, де після смерті Шамс Хана почалася боротьба між Фіруз-ханом та Муджахід-ханом. Тудиж втрутився султан Махмуд Шах I та Кумбха, магарана Мевару. У битві біля Нагора сутан Гуджарату зазнав поразки від меварського війська.
У 1455—1456 роках Ахмед-шах II знову воював проти Мевара, але не досяг успіху. Після повернення уклав союз з Малавським султанатом проти Кумбхи. 1457 року почав нову військову кампанію проти Мевара. По дорозі до Чіттора зазнав поразки, відступивши до себе. У 1458 році він знову повів армію через Сірохі та Кумбгалмер проти Кумбхи та спустошив Мевар. Невдовзі після свого повернення, згідно з однією версією, через випадкове поранення мечем, згідно з іншою версією, через отруєння його дружиною, Ахмед-шах II помер у травні 1458 року. Йому спадкував стрийко Дауд-шах.